# Michael Carruth
Michael Carruth (* 9. Juli 1967 in Dublin) ist ein ehemaliger irischer Boxer. 

## Amateurkarriere

### National
Michael Carruth stammt aus einer Dubliner Familie, in der Boxen seit vielen Jahren zuhause war. Sein Vater war Trainer beim Boxclub Greenhills BC in Dublin, in dem er im Alter von acht Jahren ebenfalls mit dem Boxen begann. Auch seine drei Brüder waren Boxer. Während seiner Amateurzeit war er Angehöriger der irischen Armee. 1979 kam er zum Drimnagh Boxing Club.
Die Irischen Meisterschaften gewann er 1987 und 1988 im Leichtgewicht, 1990 im Halbweltergewicht, sowie 1992 im Weltergewicht.

### International
Bei den Europameisterschaften 1987 in Turin und 1989 in Athen erreichte er das Viertel- bzw. Achtelfinale. Zudem war er Teilnehmer der Olympischen Spiele 1988 in Seoul, wo er gegen Satoru Higashi das Achtelfinale erreichte und dort gegen George Cramne ausschied. Bei den Weltmeisterschaften 1989 in Moskau gewann er eine Bronzemedaille im Halbweltergewicht. Durch Siege gegen Khalid Rahilou und Skipper Kelp hatte er das Halbfinale erreicht, wo er gegen Andreas Otto unterlegen war.
Gegen Candelario Duvergel schied er zudem im Achtelfinale beim Weltcup 1990 in Havanna aus. Seinen größten Erfolg erzielte er dann bei den Olympischen Spielen 1992 in Barcelona, als er die Goldmedaille im Weltergewicht erkämpfte. Er hatte sich dabei gegen Maselino Tuifao, Andreas Otto, Arkhom Chenglai und den amtierenden Weltmeister Juan Hernández durchgesetzt. Er wurde daraufhin auch zu Irlands Sportler des Jahres gewählt.

## Profilaufbahn
Seinen ersten Profikampf bestritt Michael Carruth nach seinem Austritt aus der irischen Armee am 26. Februar 1994 in London gegen den Engländer George Wilson, den er nach Punkten besiegte. Im Jahre 1994 besiegte er fünf weitere Aufbaugegner, ehe er am 21. Januar 1995 in Glasgow einen Rückschlag erlitt, denn er verlor gegen den Schotten Gordon Blair nach Punkten.
In den Jahren 1995 bis 1997 gewann er eine Reihe von weiteren Kämpfen und nahm am 9. März 1996 in Millstreet, Irland, auch erfolgreich Revanche gegen Gordon Blair, den er an diesem Tag klar nach Punkten schlug. Am 20. September 1997 kämpfte er in Aachen gegen den mit einer deutschen Lizenz boxenden Rumänen Michael Löwe, der zu diesem Zeitpunkt auch die deutsche Staatsbürgerschaft besaß, um den WBO-Weltmeistertitel im Weltergewicht. In einem ziemlich ausgeglichenen Kampf stimmten 2 Punktrichter für Löwe, während einer unentschieden gab. Löwe blieb damit WBO-Weltmeister.
Michael Carruth boxte dann noch zweimal um Weltmeistertitel von kleineren Boxverbänden. Am 19. September 1998 gewann er dabei in Dublin den WAA-Weltergewichts-Titel durch einen Punktsieg über Scott Dixon aus Schottland und am 15. Februar 2000 verlor er im Kampf um den IBO-Leicht-Mittelgewichtstitel in London gegen Adrian Stone aus England in der 5. Runde durch techn. KO.
Nach diesem Kampf beendete er seine Profilaufbahn.

### Nach dem Boxen
Michael Carruth ist nach Beendigung seiner Boxerlaufbahn in der Versicherungsbranche tätig. Schon während seiner aktiven Zeit hatte er mit seinem Vater und seinen Brüdern den Boxclub Drimnagh BC in Dublin gegründet, in dem er auch während seiner Profizeit mit seinem Trainer Steve Collins trainierte. In diesem Club ist er jetzt noch als Trainer tätig. Besonders engagiert er sich dabei um  die Eingliederung von Kindern von Einwandererfamilien, für die er kostenlose Boxkurse abhält. In seiner Freizeit spielt er Golf.